# Ballersbach

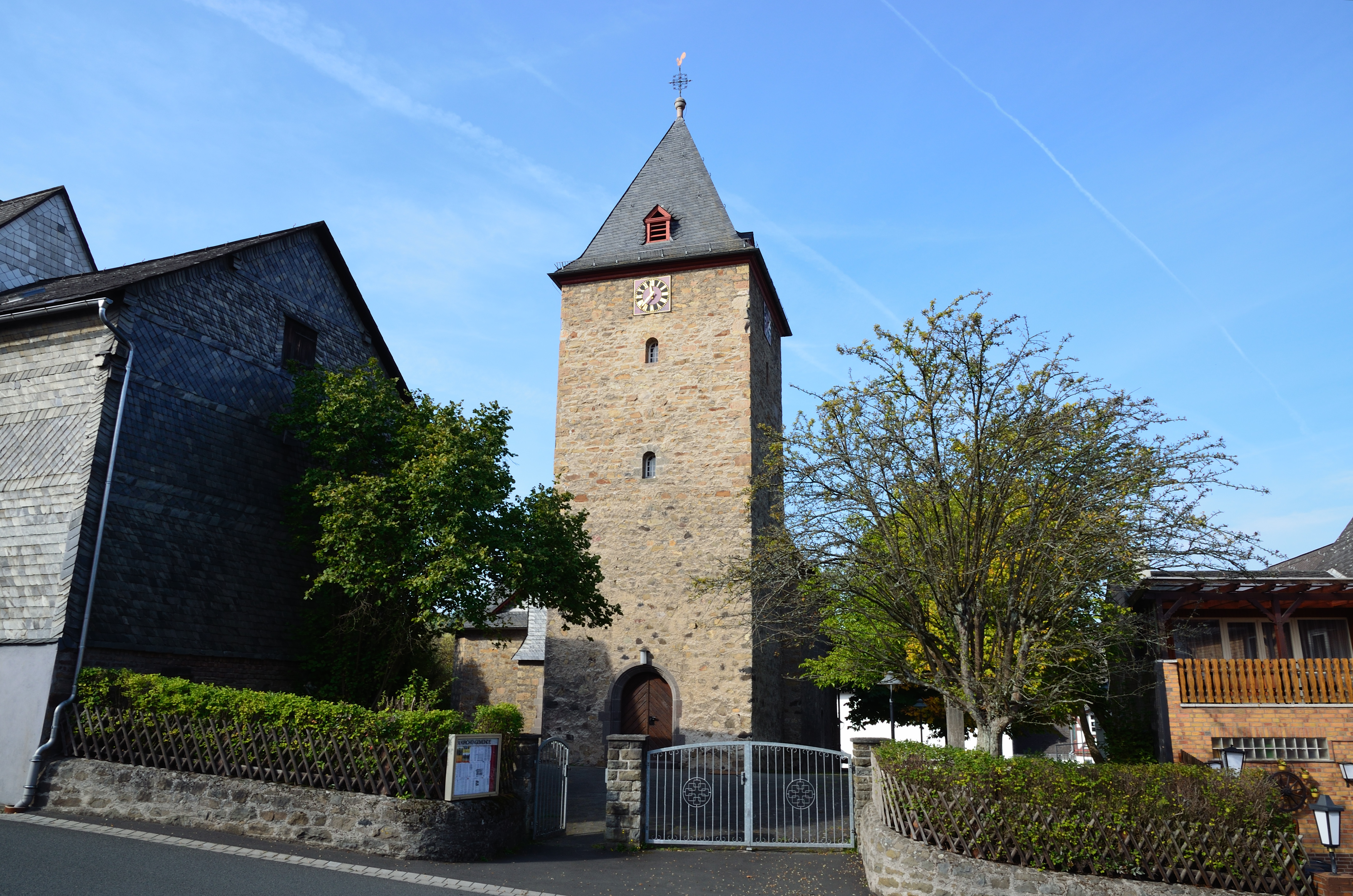
Kerk

Ballersbach is een plaats in de Duitse gemeente Mittenaar, deelstaat Hessen.